# Сосновский, Дмитрий Иванович
Дми́трий Ива́нович Сосно́вский (19 июня [1 июля] 1886, Александрополь, Эриванская губерния, Российская империя — 20 апреля 1953) — ботаник, систематик и ботаникогеограф. Действительный член Академии наук Грузинской ССР (с 1950 года). Заслуженный деятель науки Грузинской ССР (1941 год). Автор многочисленных работ по изучению флоры, растительности и ботанической географии Кавказа. Открыл и описал около ста тридцати новых видов растений. Знаток сортов и видов винограда. Доктор биологических наук.

## Биография
По окончании Новороссийского университета (в Одессе) в 1909 году непрерывно работал в Тифлисском ботаническом саду (с 1941 года — Ботанический институт Академии наук Грузинской ССР), одновременно преподавал во многих вузах Тбилиси.
Совершил многочисленные экспедиции и экскурсии по Кавказу, главным образом в пределах Грузии. Описал растительный покров Кавказа и разработал его ботанико-географическое районирование. Ценны исследования Сосновским ряда родов семейства Астровые.
Сосновский принимал активное участие в создании восьмитомной «Флоры Грузии» (1941—1952) и в составлении карты растительного покрова Закавказья, был организатором непериодического издания «Заметки по систематике и географии растений Кавказа» (с 1938 по 1953 год вышло 17 выпусков).
В 1936 году Президиумом АН СССР присуждена степень доктора наук. В 1945 году избран членом-корреспондентом, а в 1950 году — действительным членом АН Грузинской ССР.
Награждён орденом Ленина, орденом «Знак Почёта» и двумя медалями.

## Названы именем Д. И. Сосновского
В знак признания заслуг Сосновского в 1936 году А. Л. Тахтаджян назвал его именем род растений семейства Астровые (Asteraceae) — Sosnovskya Takht. В 2000 году немецкие ботаники Г. Вагенитц (нем. Gerhard Wagenitz) и Ф. Хелльвиг (Frank H. Hellwig) определили сосновскию как подрод рода Псефеллус (Psephellus) — Сосновския (Sosnovskya  (Takht.) Wagenitz & F.H.Hellw.) Многие виды кавказских растений названы именем Сосновского, в том числе:
- Agropyron sosnowskyi Hack. (1913) = Pseudoroegneria sosnovskyi (Hack.) Á.Löve
- Alcea sosnovskyi Iljin (1949)
- Allium sosnovskyanum Miscz. ex Grossh. (1928)
- Amberboa sosnovskyi Iljin (1932)
- Astragalus sosnowskyi Grossh. (1930)
- Bupleurum sosnowskyi Manden. (1937)
- Cerastium sosnowskyi Schischk. (1936)
- Chenopodium sosnowskyi Kapeller (1927).
- Cirsium sosnowskyi Kharadze (1952)
- Erodium sosnowskianum Fed. (1941) — Аистник Сосновского
- Euphrasia sosnowskyi Kem.-Nath. (1956)
- Heracleum sosnowskyi Manden. (1944) — Борщевик Сосновского
- Jurinea sosnowskyi Grossh. (1947)
- Nepeta sosnovskyi Askerova (1954)
- Onobrychis sosnowskyi Grossh. (1926)
- Polygala sosnowskyi Kem.-Nath. (1948)
- Pyrus sosnovskii Fed. (1938)
- Ranunculus sosnowskyi Kem.-Nath. (1941)
- Scabiosa sosnowskyi Sulak. (1927)
- Scrophularia sosnowskyi Kem.-Nath. (1955)
- Scutellaria sosnowskyi Takht. (1940)
- Sempervivum sosnowskyi Ter-Chatsch. (1947)
- Sonchus sosnowskyi Schchian (1949)
- Stipa sosnowskyi Seredin (1961)
- Tragopogon sosnowskyi Kuth. (1949)
- Tulipa sosnowskyi Achv. & Mirzoeva (1950)

## Научные труды
- Лагодехское ущелье как предмет охраны // Изв. Кавк. отд. Имп. Рус. геогр. об-ва. — Тифлис: Тип. Козловского, 1911—1912. — Т. XXI. — С. 242—247.
- Охрана памятников природы на Кавказе // Записки Кавк. отд. Имп. Рус. геогр. об-ва. — Тифлис: Тип. Козловского, 1913. — Т. XXYIII, вып. 3.